# فيروسات شبيهة-Mu
فيروسات شبيهة-Mu (بالإنجليزية: Mu-like viruses)‏ هو جنس فيروسات من فصيلة الفيروسات العضلية ضمن رتبة الفيروسات الذنبية.